# Parides quadratus
Parides quadratus är en fjärilsart som först beskrevs av Otto Staudinger 1890.  Parides quadratus ingår i släktet Parides och familjen riddarfjärilar. Inga underarter finns listade i Catalogue of Life.

## Bildgalleri

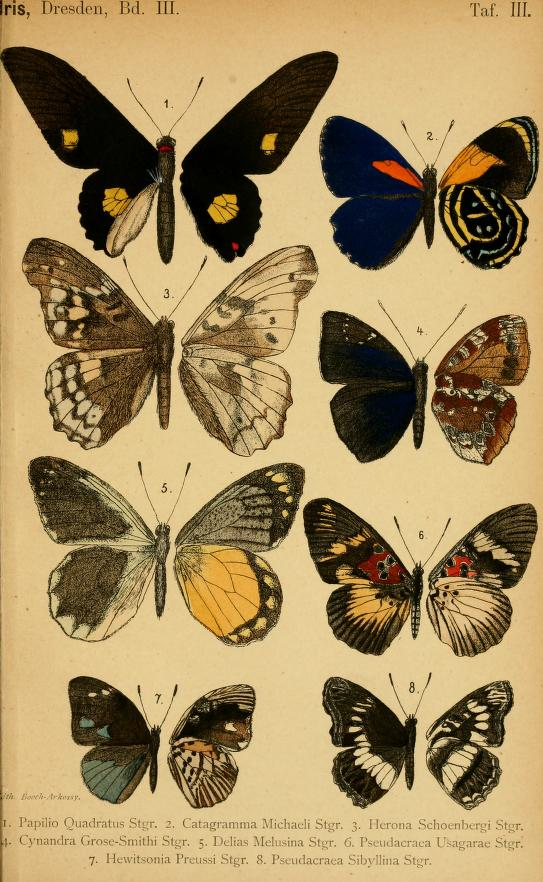
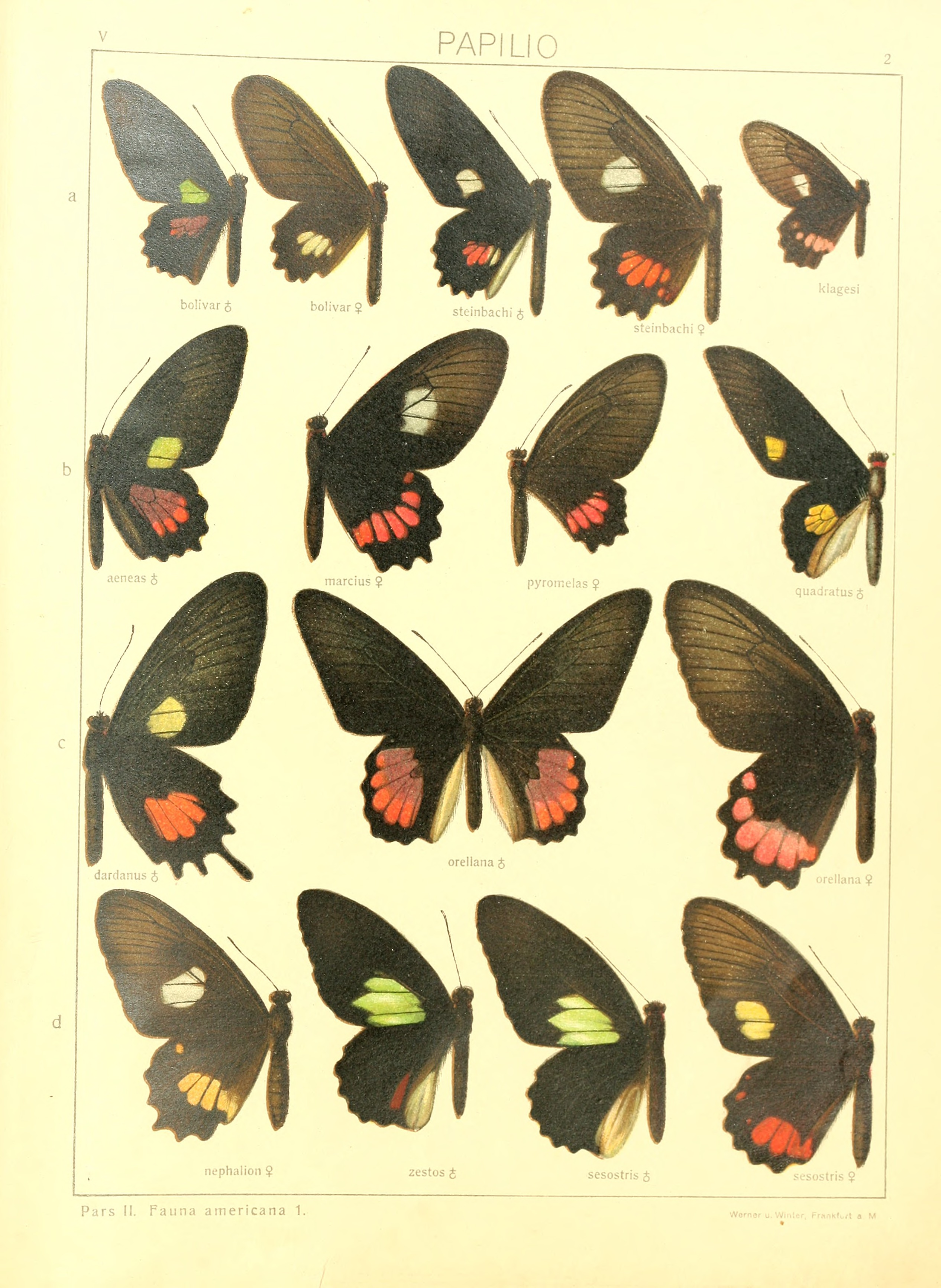
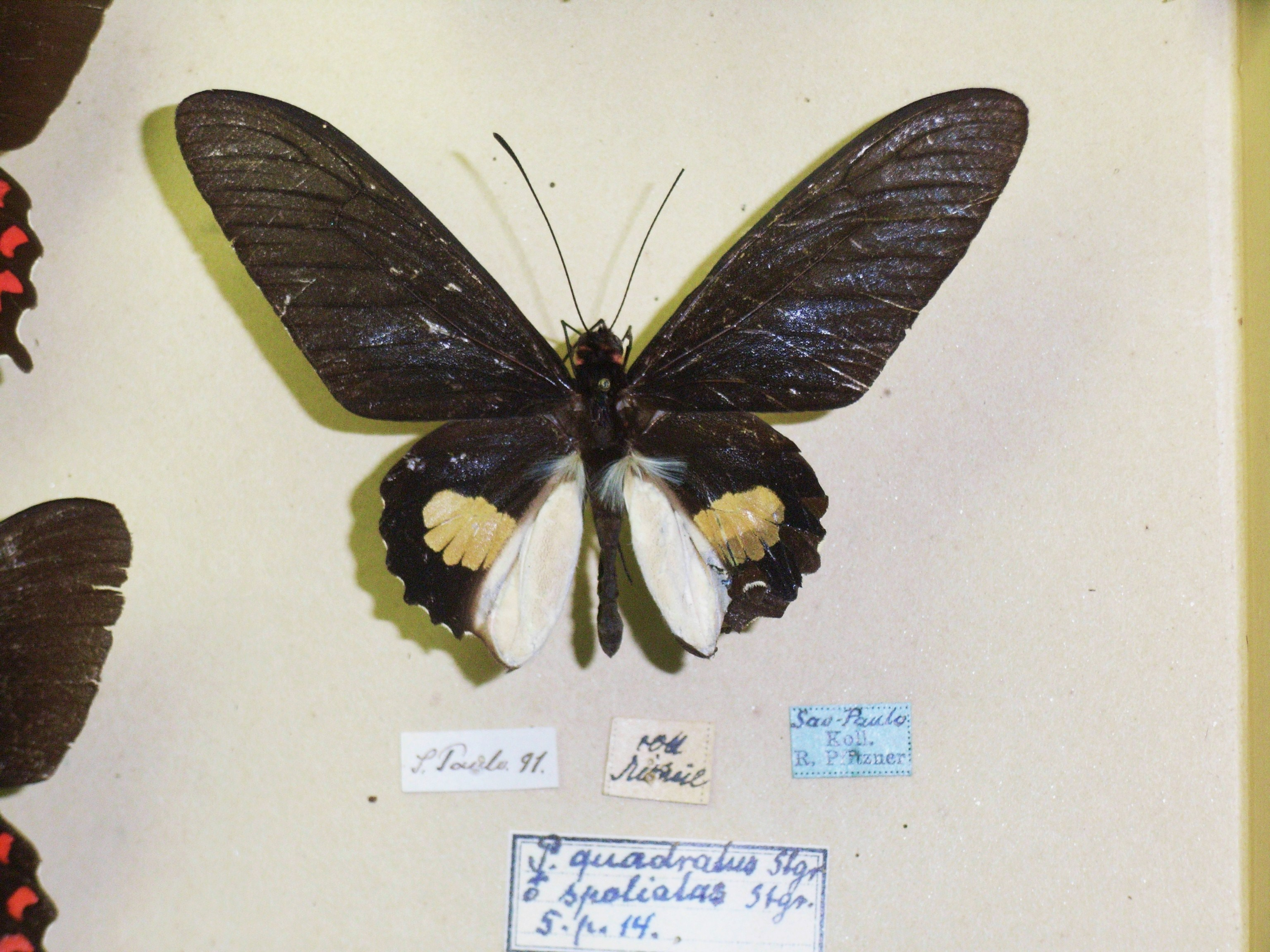